# Grasshoppers (aerobatiekteam)

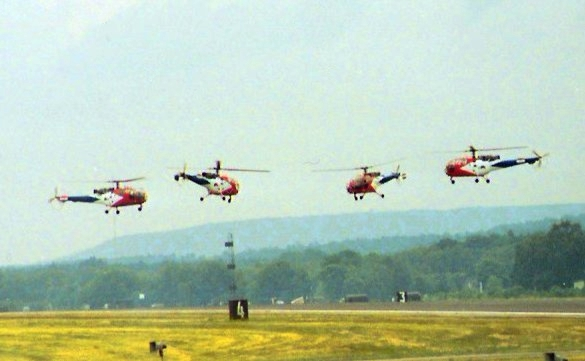
Het demoteam Grasshoppers tijdens een vliegshow (1984)

Grasshoppers was een aerobatiekteam van de Nederlandse Koninklijke Luchtmacht, opgericht in 1973. Het team vloog met vier Aérospatiale Alouette III-helikopters in een zwart-wit gestreept en later rood-wit-blauw kleurenschema. Na het uitfaseren van de Alouette III helikopter door de KLu werd het team in 1995 opgeheven.